# Американо-бельгийские отношения
Американо-бельгийские отношения — двусторонние дипломатические отношения между США и Бельгией.

## История
В 1832 году были установлены дипломатические отношения между странами после провозглашения Бельгией независимости от Нидерландов. США и Бельгия являются союзниками, поддерживающие плотные отношения сотрудничества по ряду вопросов внешней политики. Бельгийцы хорошо относятся к американцам помня о том, что в результате помощи США, Бельгия была освобождена от войск нацистской Германии в 1944 году. С тех пор Бельгия живет в тесном сотрудничестве с США на двусторонней основе, в рамках международных и региональных организаций по поощрению экономического и политического сотрудничества, а также помощи развивающимся странам. Соединенные Штаты высоко оценивают бельгийское участие в международных делах, в том числе её участие в Международных силах содействия безопасности в Афганистане, участие в миссии ООН в Ливане, в миссии ЕС в Мали и в операциях НАТО 2010—2011 годов в Ливии. Кроме того, Бельгия является одним из ключевых поставщиков гуманитарной помощи в Африку, Афганистан и Сирию. В качестве принимающей страны в ЕС и НАТО, Бельгия играет важную роль в проведении трансатлантических диалогов между европейскими министрами иностранных дел и государственным секретарем США.

## Торговля
Бельгия является членом Европейского Союза и стремится расширить торговые отношения со странами не входящими в ЕС. В Бельгии расположены филиалы сотни американских фирм, многие из которых имеют свои европейские штаб-квартиры в Брюсселе. Американские компании широко представлены в химической отрасли, автомобильной промышленности, переработке нефти и фармацевтической отрасли. Ряд американских компаний отрыли в Бельгии банки, юридические фирмы, кадровые агентства и т. д. Бельгия участвует в программе безвизового въезда в США, что позволяет гражданам стран-участниц прибыть в США в туристических целях на 90 дней или меньше без получения визы.